# Castañar de Ibor
Castañar de Ibor (extremadurai nyelven Castañal d'Ibol) település Spanyolországban, Cáceres tartományban. Castañar de Ibor Villar del Pedroso, Navalvillar de Ibor, Robledollano, Fresnedoso de Ibor, Mesas de Ibor, Bohonal de Ibor, Peraleda de San Román, Garvín és Valdelacasa de Tajo községekkel határos. Lakosainak száma 1032 fő (2024).

## Népesség
A település népessége az elmúlt években az alábbi módon változott:
| Lakosok száma | 1318 | 1205 | 1229 | 1225 | 1193 | 1139 | 1094 | 1054 | 1021 | 1032 |
|               | 2001 | 2004 | 2006 | 2009 | 2011 | 2014 | 2016 | 2019 | 2021 | 2024 |